# Link Click
Link Click (chinesisch 时光代理人 Shíguāng Dàilǐrén) ist eine Zeichentrickserie aus der Volksrepublik China, die 2021 veröffentlicht wurde. Sie entstand im Auftrag der Plattform Bilibili und wurde auch international veröffentlicht. Die Geschichte erzählt von zwei jungen Männern mit der Fähigkeit, in die Vergangenheit zu blicken oder zu reisen, die damit Aufträge ihrer Kundschaft erfüllen. Es erschienen Umsetzungen als Hörspiel, Musical und Comic und eine zweite Staffel kam ab dem 14. Juli 2023 auf BiliBili und in einigen Ländern auf Crunchyroll im Simulcast heraus. Eine Live-Action-Adaption, bestehend aus 24 25-minütigen Episoden, wurde 2024 veröffentlicht.

## Inhalt
Irgendwo in einer unbekannten chinesischen Großstadt liegt das kleine „Fotogeschäft Shi Guang“, geführt von Cheng Xiaoshi (程小时) und Lu Guang (陆光). Es ist zwar nicht viel los, aber das eigentliche Geschäft der beiden besteht aus ihrer besonderen Fähigkeit: Während Lu Guang durch Fotos in die Vergangenheit sehen kann, die nach der Entstehung der Bilder in deren Umfeld geschehen ist, kann Cheng Xiaoshi in diese Vergangenheit reisen. Er übernimmt den Körper und einen Teil des Wissens der Person, die das Bild gemacht hat, für bis zu 24 Stunden nach der Fotografie. Cheng Xiaoshi kann in der Vergangenheit das Verhalten der von ihm übernommenen Person kontrollieren und so das Vergangene ändern. Doch darin liegt auch eine große Gefahr für ihre Gegenwart, weswegen Lu Guang ihn immer wieder davor warnt. Aus der Gegenwart heraus wird der aufbrausende Cheng Xiaoshi vom bedächtigen Lu Guang beraten, wie er den Auftrag ausführen soll. So erledigen die beiden Aufträge, die ihnen Qiao Ling (乔苓) verschafft, die wie ihre Managerin agiert. Die junge Frau ist die Vermieterin der beiden und schon lange mit ihnen befreundet. In den Aufträgen sollen sie wie Privatdetektive Geheimnisse auszuspähen, Kriminalfälle lösen und Menschen mit ihren persönlichen Konflikten helfen, die durch Fehler oder ihnen Unbekanntes in der Vergangenheit geschehen sind. Doch Qiao Ling und die Kunden wissen nichts von den Fähigkeiten von Cheng Xiaoshi und Lu Guang, die ihre Aufträge immer im Geheimen erledigen.
Da Cheng Xiaoshi als kleines Kind seine Eltern verloren hat und sich leicht zu unüberlegten Handeln hinreißen lässt, versucht Lu Guang, ihm vorzuenthalten, was Cheng Xiaoshi beunruhigen könnte. Als sie in die Vergangenheit der Sekretärin Emma reisen, verheimlicht Lu Guang, dass diese kurz nach Ende des Auftrags ermordet wird. Der Mord geschieht bei einer Reise, die Emma wegen Cheng Xiaoshis Einmischung in die Vergangenheit angetreten hat. Bei einem der nächsten Aufträge verändert Cheng Xiaoshi immer wieder die Vergangenheit und bekommt selbst Angst vor den Konsequenzen – bis er erfährt, dass kurz darauf ein Erdbeben geschah und alle tötete, mit denen er interagiert hat. So konnten alle seine Veränderungen der Vergangenheit keine anhaltenden Folgen haben. Bei einem späteren Fall, in dem die beiden nach einem verlorenen Kind suchen, kommen sie mit der Polizei in Kontakt. Auch hier hat Cheng Xiaoshi wieder in die Vergangenheit eingegriffen, sodass das Kind von der Entführerin anders behandelt wurde. Die Polizei will sie in einer Mordserie um Hilfe bitten, zu der auch der Mord an Emma gehört, weswegen Lu Guang ablehnt.
Bald werden die beiden von einer Freundin beauftragt, die sie aus dem Studium kennen. Xu Shanshan will wissen, ob ihr langjähriger Freund ihr die Liebe gestand, als sie betrunken war. In der Vergangenheit sieht Cheng Xiaoshi plötzlich einen Mann, den er für den Serienmörder hält und verfolgt ihn. Er wird überwältigt, ist aber nicht der Mörder. Zurück in der Gegenwart können die drei keinen Kontakt mehr zu Xu Shanshan aufnehmen. Sie war nach der von Cheng Xiaoshi unternommenen Verfolgung in die Zeitung gekommen. Stattdessen erhalten sie über Xu Shanshans Handy eine mysteriöse Nachricht. So befürchten sie, der echte Mörder könnte ihre Freundin entführt haben und Lu Guang geht zur Polizei. Dort will er mit seinen Fähigkeiten helfen und bemerkt in einem Foto, dass Cheng Xiaoshi währenddessen auf eigene Faust in die Vergangenheit gegangen ist. Er hat erfahren, dass sie ermordet wurde, folgt ihr an dem Abend und erfährt, wer sie ermordet hat. Cheng Xiaoshi versteht nun, welche Konsequenzen seine Änderungen der Vergangenheit hatten und entschuldigt sich bei seiner Rückkehr bei Lu Guang, während Qiao Ling auf diese Weise von den Fähigkeiten der beiden erfährt. Doch als die Polizei den möglichen Täter aufsucht, ist dieser im Rollstuhl und hat ein Alibi. Es wird eine Videoaufzeichnung gefunden, die Emma allein in der Nacht ohne den Täter zeigt. Cheng Xiaoshi gelingt es, den Täter in eine Falle zu locken, indem er erneut in die Vergangenheit von Xu Shanshan reist, ihn darin stellt und herausfordert, in den Fotoladen zu kommen. Dort wird er von Lu Guang und Cheng Xiaoshi überwältigt. Es handelt sich tatsächlich um den von ihm identifizierten Täter, der doch nicht gelähmt zu sein scheint. Doch bald kann der sich an nichts erinnern, erzählt widersprüchliches und beschuldigt einen Freund. Cheng Xiaoshi will erfahren, was aus Emma geworden ist, und reist in die Vergangenheit der Videoaufnahme von ihr. Er findet sie, kurz bevor sie sich von einer Brücke stürzen will und kann sie überzeugen, weiter zu leben. Doch plötzlich verändern sich ihre Augen und sie stürzt sich hinab. Zugleich wird in der Gegenwart Qiao Lings Körper übernommen und sie ersticht Lu Guang. Cheng Xiaoshi kehrt zurück, findet den blutenden Lu Guang und die besessene Qiao Ling. Die offenbar auch über Zeitreise-Fähigkeit verfügende Person beschimpft Cheng Xiaoshi, weil er die Vergangenheit verändert hat, und fordert eine Fortsetzung ihres „Spiels“.

## Produktion und Veröffentlichung
Die Serie entstand im Auftrag der Plattform Bilibili bei Haoliners Animation, Studio LAN und BeDream. Regie führte Haoling Li. Die Hauptrollen wurden gesprochen von Su Shangqing (Xiaoshi) und Yang Tianxiang (Guang). Li Shimeng sprach Ling. Neben 11 Folgen der ersten Staffel der fortlaufenden Handlung wurde eine Spezialfolge produziert sowie ein 15 Minuten langes Special und eine 14-teilige Miniserie mit etwa 6 Minuten pro Folge. 2023 folgte eine zweite Staffel mit 12 Folgen. 2024 wurde mit dem Bridon-Arc, welcher 6 Folgen umfasst, die Serie fortgesetzt.
Die erste Staffel wurde vom 30. April bis 9. Juli 2021 von Bilibili in China veröffentlicht. Funimation Entertainment lizenzierte die Zeichentrickserie für die internationale Veröffentlichung und brachte sie auf ihren Plattformen mit Untertiteln in verschiedenen Sprachen heraus. Darunter auch mit deutschen Untertiteln bei Wakanim. Diese Veröffentlichung startete am 4. Juni 2021 und wurde am 20. August 2021 abgeschlossen. Die Spezialfolge wurde als Folge 5.5 gezeigt und auch das Special und die Miniserie wurden veröffentlicht. Nach Übernahme von Wakanim wurden die Folgen bei Crunchyroll veröffentlicht. Dort erschien auch, parallel zu ihrer chinesischen Veröffentlichung, die zweite Staffel vom 14. Juli bis 22. September 2023 sowie der Bridon-Arc vom 27. Dezember 2024 bis 31. Januar 2025.

## Adaptionen
Im Oktober 2022 erschien auf der chinesischen Plattform Bilibili Comics eine Umsetzung der Geschichte als farbiger Comic. Autoren und Zeichner sind Jiuchuan Dongman und Shi Xin. Der Comic wurde auch in vier Sammelbänden herausgegeben. In einer Übersetzung von Nina Zhao erschien die Serie von April bis Dezember 2024 auf Deutsch bei Tokyopop.
Beim Sender 猫耳FM lief ab dem 10. November 2022 eine Hörspielserie zu Link Click. Sie umfasst zwölf Folgen mit je 30 Minuten.
In China wurde 2023 ein Musical zur Fernsehserie aufgeführt.